# Matthew Wells (Hockeyspieler)
Matthew Wayne Wells (* 2. Mai 1978 in Hobart) ist ein ehemaliger australischer Hockeyspieler, der mit der australischen Hockeynationalmannschaft 2004 Olympiasieger sowie 2000 und 2008 Olympiadritter war.

## Sportliche Karriere
Matthew Wells trat in 242 Länderspielen für Australien an und erzielte 22 Tore.
Bei seiner ersten Olympiateilnahme 2000 in Sydney gewannen die Australier ihre Vorrundengruppe mit drei Siegen und zwei Unentschieden. Im Halbfinale gegen die Niederländer stand es am Ende 0:0 und durch Penaltyschießen erreichten die Niederländer das Finale. Die Australier siegten im Kampf um Bronze gegen die pakistanische Mannschaft mit 6:3. Die Weltmeisterschaft 2002 in Kuala Lumpur wurde von Ende Februar bis Anfang März ausgetragen. Die Australier gewannen ihre Vorrundengruppe mit sieben Siegen in sieben Spielen und bezwangen im Halbfinale die Niederländer mit 4:1. Im Finale unterlagen sie der deutschen Mannschaft mit 1:2. Fünf Monate später fanden in Manchester die Commonwealth Games statt, hier gewannen die Australier im Finale mit 5:2 über die Neuseeländer.
Bei den Olympischen Spielen 2004 in Athen belegten die Australier in der Vorrunde den zweiten Platz hinter den Niederländern, im direkten Duell unterlagen die Australier mit 1:2. im Halbfinale besiegten die Australier die spanische Mannschaft mit 6:3, in diesem Spiel erzielte Wells seinen einzigen Treffer bei Olympischen Spielen. Im Finale trafen die Australier wieder auf die niederländische Mannschaft und gewannen mit 2:1 in der Verlängerung durch Sudden Death. Zwei Jahre danach bei den Commonwealth Games in Melbourne besiegten die Australier im Finale die Mannschaft aus Pakistan mit 3:0. Zum Abschluss seiner internationalen Karriere nahm Matthew Wells 2008 an den Olympischen Spielen in Peking teil. In der Vorrunde belegten die Australier den zweiten Platz hinter der niederländischen Mannschaft. Nach einer 2:3-Niederlage gegen die Spanier im Halbfinale bezwangen die Australier im Spiel um Bronze die Niederländer mit 6:2.
Matthew Wells heiratete vor den Olympischen Spielen 2008 die Hockeyspielerin Melanie Twitt.